# Jean-François Rault
Jean-François Rault (* 8. Juni 1958 in Lamballe) ist ein ehemaliger französischer Radrennfahrer und Sportlicher Leiter.

## Sportliche Laufbahn
Rault war im Straßenradsport und im Bahnradsport aktiv. Als Amateur war er in rund 60 Straßenrennen erfolgreich. 1979 gewann er Etappen in der Route de France und im Circuit de Bretagne-Sud. 1980 siegte er im Triomphe Breton und auf einer Etappe der Route de France. 1981 wurde Rault Berufsfahrer und blieb bis 1988 als Radprofi aktiv. In seiner ersten Profisaison gewann er jeweils eine Etappe in der Tour du Limousin, im Étoile des Espoirs und in der Tour du Vaucluse, 1982 in der Tour de Corse und in der Tour du Limousin. Dazu kam der Sieg im Grand Prix de Rennes. Weitere Etappensiege holte Rault bei den Quatre Jours de Dunkerque 1983, in der Tour d’Armor 1984 sowie in der Schweden-Rundfahrt 1985 (zweifach). Seinen bedeutendsten Erfolg hatte er 1988 mit dem Gewinn von Bordeaux–Paris vor Bernard Chesneau.
Die Tour de France fuhr Rault dreimal. Er wurde 1982 74., 1984 82. und 1987 77. der Gesamtwertung. In der Vuelta a España 1982 kam er auf den 55. Rang.
Auf der Bahn wurde er 1984 Vize-Meister im Sprint hinter Philippe Vernet.

## Berufliches
Nach seiner Karriere als Radprofi wurde er Sportlicher Leiter in verschiedenen Radsportteams.